# Гатамабад (Марказі)
Гатамабад (перс. حاتم اباد) — село в Ірані, у дегестані Фармагін, у Центральному бахші, шагрестані Фараган остану Марказі. За даними перепису 2006 року, його населення становило 39 осіб, що проживали у складі 20 сімей.

## Клімат
Середня річна температура становить 13,39 °C, середня максимальна – 32,74 °C, а середня мінімальна – -10,04 °C. Середня річна кількість опадів – 261 мм.
| Клімат поселення                              | Клімат поселення | Клімат поселення | Клімат поселення | Клімат поселення | Клімат поселення | Клімат поселення | Клімат поселення | Клімат поселення | Клімат поселення | Клімат поселення | Клімат поселення | Клімат поселення | Клімат поселення |
| Показник                                      | Січ.             | Лют.             | Бер.             | Квіт.            | Трав.            | Черв.            | Лип.             | Серп.            | Вер.             | Жовт.            | Лист.            | Груд.            |                  |
| Середній максимум, °C                         | 8,74             | 11,34            | 16,80            | 22,58            | 27,00            | 31,75            | 32,74            | 31,95            | 28,00            | 22,37            | 16,13            | 9,40             |                  |
| Середня температура, °C                       | −0,65            | 1,94             | 7,41             | 13,20            | 17,61            | 22,36            | 25,76            | 24,98            | 21,02            | 15,40            | 9,16             | 2,44             |                  |
| Середній мінімум, °C                          | −10,04           | −7,45            | −1,98            | 3,80             | 8,22             | 12,96            | 18,80            | 18,02            | 14,04            | 8,44             | 2,20             | −4,52            |                  |
| Норма опадів, мм                              | 38               | 37               | 47               | 33               | 27               | 3                | 1                | 1                | 0                | 10               | 25               | 39               |                  |
| Середньомісячна швидкість вітру, м/с          | 1.83             | 2.08             | 2.73             | 2.98             | 2.70             | 2.61             | 2.78             | 2.43             | 2.22             | 2.06             | 1.97             | 1.35             |                  |
| Середньомісячна сонячна радіація, кДж/м²·день | 9139             | 12477            | 14925            | 18355            | 22373            | 26842            | 26014            | 24068            | 20964            | 15558            | 10994            | 8988             |                  |
| --------------------------------------------- | ---------------- | ---------------- | ---------------- | ---------------- | ---------------- | ---------------- | ---------------- | ---------------- | ---------------- | ---------------- | ---------------- | ---------------- | ---------------- |
| Джерело:                                      |                  |                  |                  |                  |                  |                  |                  |                  |                  |                  |                  |                  |                  |